# Drew Barrymore
Drew Blythe Barrymore, (IPA: dɹuː ˈbæɹəˌmɔɹ ), (Culver City, Kalifornia, 1975. február 22. –) Golden Globe-díjas magyar származású amerikai színésznő.

## Élete
A magyar származású, németországi születésű Makó Ildikó (Ildiko Jaid Mako) és John Drew Barrymore gyermekeként látta meg a napvilágot, a kaliforniai Culver Cityben, Los Angelesben. Felmenői valódi dinasztiát alkotnak: ükszülei, dédszülei és nagyszülei egyaránt sokat foglalkoztatott színészek voltak.
Első televíziós szereplésére tizenegy hónaposan, egy kutyaeledel reklámfilmjében (Gainesburger Puppy Food) került sor, majd az áttörést tiszteletbeli keresztapja, Steven Spielberg rendezte E. T., a földönkívüli (1982) című filmben játszott szerepe hozta el számára hétévesen. Ez lett a legnagyobb bevételt hozó filmje: világszerte 178 millió dolláros összbevételt szerzett.
Kilencéves korában, 1985-ben Golden Globe-díjra jelölték a legjobb női mellékszereplő kategóriában a Kibékíthetetlen ellentétek című filmben nyújtott alakításáért. A következő jelölését 1993-ban kapta meg a Fegyvermánia című filmért a minisorozat vagy tévéfilm legjobb női mellékszereplőjeként.
2010-ben a minisorozat vagy tévéfilm legjobb női főszereplője kategóriában Golden Globe-díjat kapott a Két nő – egy ház című televíziós filmben nyújtott alakításáért. Barrymore az alkotásban Edith Bouvier Beale-t (1917-2002) alakítja, aki a First Lady, Jacqueline Kennedy Onassis unokatestvére volt.

### Magánélete
Kilencévesen kezdett el alkoholt fogyasztani, tízévesen kipróbálta a marihuánát, tizenkét évesen már rendszeresen fogyasztott kokaint is. Súlyos alkohol- és drogproblémái miatt tizenöt évesen rehabilitációs intézménybe került. Már tizenöt éves korában saját lakása volt Los Angelesben.  A középiskolát súlyos drogproblémái miatt nem végezte el.
Biszexualitását nyíltan vállalja. Egy interjúban arról vallott, hogy azoknak a férfiaknak a száma, akikkel ágyba bújt, meghaladja az ötvenet.
Korának egyik legszebb színésznőjének is tartották, így érthető, hogy a férfitársaság középpontjában volt. 1989 és 1990 között Corey Feldman egykori gyermekszínésszel élt együtt. 1991-től Phedon Papamichael operatőrrel volt együtt, aki több, mint tíz évvel volt idősebb nála. Jamie Walters színész-énekes, akivel 1992 és 1993 között alkotott egy párt, eljegyezte. Végül nem házasodtak össze, de a színésznőt a következő évben feleségül vette a walesi Jeremy Thomas. Az esküvőt 1994. március 20-án, a férfi The Room nevű bárjában tartották Los Angelesben. Alig egy évig tartott a házasság: 1995 februárjában elváltak. 1996 és 1999 között Luke Wilsonnal volt együtt, majd 2001 júliusában hozzáment Tom Green kanadai színész-rapper-médiaszemélyiséghez, de 2002 októberében már el is váltak. 
2007-ben Johnny Borrel énekessel, Zach Braff színésszel randevúzott. Ebben az évben összejött Justin Long színésszel, akivel egy évig alkottak egy párt. A két színész a Nem kellesz eléggé című vígjátékuk forgatásán szeretett egymásba, és közösen szerepeltek a Hétmérföldes szerelem című romantikus vígjátékban is, amelyben – akárcsak az életben – egy párt alkottak. 2010-től párt alkotott a civil Will Kopelmannal, akinek kedvéért áttért a zsidó vallásra. 2012. június 2-án a kaliforniai Montecitóban összeházasodtak. Első gyermekük, Olive Barrymore Kopelman 2012. szeptember 26-án született. , második kislányuk Frankie Barrymore Kopelman 2014 áprilisában jött világra.
Saját produkciós cége (Nancy Juvonen barátnőjével közösen) a Flower Films.

## Filmográfia

### Film
| Év   | Magyar cím                          | Eredeti cím                     | Szerep                          | Magyar hang              | Rendező                 |
| ---- | ----------------------------------- | ------------------------------- | ------------------------------- | ------------------------ | ----------------------- |
| 1980 | Változó állapotok                   | Altered States                  | Margaret Jessup                 |                          | Ken Russell             |
| 1982 | E. T., a földönkívüli               | E.T. the Extra-Terrestrial      | Gertie                          | Bánlaki Kelly            | Steven Spielberg        |
| 1984 | Tűzgyújtó                           | Firestarter                     | Charlene McGee                  | Talmács Márta            | Mark L. Lester          |
| 1984 | Tűzgyújtó                           | Firestarter                     | Charlene McGee                  | Dimény Eszter            | Mark L. Lester          |
| 1984 | Kibékíthetetlen ellentétek          | Irreconcilable Differences      | Casey Brodsky                   | Vadász Bea               | Charles Shyer           |
| 1985 | Macskaszem                          | Cat's Eye                       | Amanda                          | Szabó Luca               | Lewis Teague            |
| 1989 | Reggel találkozunk                  | See You in the Morning          | Cathy Goodwin                   | Bogdányi Titanilla       | Alan J. Pakula          |
| 1989 | Sivatagi sorozatgyilkos             | Far from Home                   | Joleen Cox                      | Dögei Éva                | Meiert Avis             |
| 1991 | Száguldás a milliókért              | Motorama                        | képzeletbeli lány (cameo)       |                          | Barry Shils             |
| 1992 | Poison Ivy – Szex, hazugság, bosszú | Poison Ivy                      | Ivy                             | Dóka Andrea              | Katt Shea               |
| 1992 | A rémület múzeuma                   | Waxwork II: Lost in Time        | vámpír áldozata (cameo)         |                          | Anthony Hickox          |
| 1992 | Fegyvermánia                        | Guncrazy                        | Anita Minteer                   |                          | Tamra Davis (1.)        |
| 1992 | Nincs kiút                          | No Place to Hide                | Tinsel Hanley                   |                          | Richard Danus           |
| 1993 | Kétlelkűség (Lélekvesztő)           | Doppelganger                    | Holly Gooding                   | Kisfalvi Krisztina       | Avi Nesher              |
| 1993 | Wayne világa 2.                     | Wayne's World 2                 | Bjergen Kjergen                 | Madarász Éva             | Stephen Surjik          |
| 1994 | Rossz lányok                        | Bad Girls                       | Lilly Laronette                 | Györgyi Anna             | Jonathan Kaplan         |
| 1994 |                                     | Inside the Goldmine             | Daisy                           |                          | Josh Evans              |
| 1995 | Bárhol, bármit, bármikor            | Boys on the Side                | Holly Pulchik-Lincoln           | Murányi Tünde            | Herbert Ross            |
| 1995 | Eszelős szerelem                    | Mad Love                        | Casey Roberts                   | Kiss Eszter (színművész) | Antonia Bird            |
| 1995 | Mindörökké Batman                   | Batman Forever                  | Sugar                           | Biró Anikó               | Joel Schumacher         |
| 1996 | A varázsige: I love you             | Everyone Says I Love You        | Skylar Dandridge                | Biró Anikó               | Woody Allen             |
| 1996 | Sikoly                              | Scream                          | Casey Becker                    | Kiss Virág Magdolna      | Wes Craven              |
| 1997 | Túsznász                            | Best Men                        | Hope                            |                          | Tamra Davis (2.)        |
| 1997 | Botrányos szerelem                  | Wishful Thinking                | Lena                            | Urbán Andrea             | Adam Park               |
| 1998 | Nászok ásza                         | The Wedding Singer              | Julia Sullivan                  | Biró Anikó               | Frank Coraci            |
| 1998 | Örökkön-örökké                      | Ever After                      | Danielle De Barbarac            | Kisfalvi Krisztina       | Andy Tennant            |
| 1998 | Ennivaló a csaj                     | Home Fries                      | Sally Jackson                   | Gubás Gabi               | Dean Parisot            |
| 1999 | A bambanő                           | Never Been Kissed               | Josie Geller                    | Gubás Gabi               | Raja Gosnell            |
| 2000 | Családi tótágas                     | Skipped Parts                   | képzeletbeli lány               |                          | Tamra Davis (3.)        |
| 2000 | Titán – Időszámításunk után         | Titan A.E.                      | Akima (hangja)                  | Gubás Gabi               | Don Bluth               |
| 2000 | Titán – Időszámításunk után         | Titan A.E.                      | Akima (hangja)                  | Gubás Gabi               | Gary Goldman            |
| 2000 | Charlie angyalai                    | Charlie's Angels                | Dylan Sanders                   | Kiss Eszter              | McG (1.)                |
| 2001 | Donnie Darko                        | Donnie Darko                    | Karen Pomeroy                   | Kéri Kitty               | Richard Kelly           |
| 2001 | Eszement Freddy                     | Freddy Got Fingered             | Mr. Davidson recepciósa (cameo) | Solecki Janka            | Tom Green               |
| 2001 | Fiúk az életemből                   | Riding in Cars with Boys        | Beverly Donofrio                | Györgyi Anna             | Penny Marshall          |
| 2002 | Egy veszedelmes elme vallomásai     | Confessions of a Dangerous Mind | Penny Pacino                    | Kiss Eszter              | George Clooney          |
| 2003 | Charlie angyalai: Teljes gázzal     | Charlie's Angels: Full Throttle | Dylan Sanders / Helen Zaas      | Kiss Eszter              | McG (2.)                |
| 2003 | Jószomszédi iszony                  | Duplex                          | Nancy Kendricks                 | Kiss Eszter              | Danny DeVito            |
| 2004 | Az 50 első randi                    | 50 First Dates                  | Lucy Whitmore                   | Kiss Eszter              | Peter Segal             |
| 2005 | Szívem csücskei                     | Fever Pitch                     | Lindsey Meeks                   | Solecki Janka            | Peter és Bobby Farrelly |
| 2006 | Bajkeverő majom                     | Curious George                  | Maggie Dunlop (hangja)          | Solecki Janka            | Matthew O'Callaghan     |
| 2007 | Zene és szöveg                      | Music And Lyrics                | Sophie Fisher                   | Zsigmond Tamara          | Marc Lawrence           |
| 2007 | Szerencse dolga                     | Lucky You                       | Billie Offer                    | Zsigmond Tamara          | Curtis Hanson           |
| 2008 | Gazdátlanul Mexikóban               | Beverly Hills Chihuahua         | Chloe (hangja)                  | Kiss Virág Magdolna      | Raja Gosnell            |
| 2009 | Nem kellesz eléggé                  | He's Just Not That Into You     | Mary Harris                     | Oroszlán Szonja          | Ken Kwapis (1.)         |
| 2009 | Mindenki megvan                     | Everybody's Fine                | Rosie Goode                     | Szávai Viktória          | Kirk Jones              |
| 2009 | Hajrá Bliss!                        | Whip It                         | Smashley Simpson                | Szávai Viktória          | Drew Barrymore          |
| 2010 | Hétmérföldes szerelem               | Going the Distance              | Erin                            | Kiss Eszter              | Nanette Burstein        |
| 2012 | Mindenki szereti a bálnákat         | Big Miracle                     | Rachel Kramer, környezetvédő    | Gubás Gabi               | Ken Kwapis (2.)         |
| 2014 | Kavarás                             | Blended                         | Lauren Reynolds                 | Kiss Eszter              | Frank Coraci            |
| 2014 | Ragadozó                            | Animal                          | nem szerepel                    |                          | Brett Simmons           |
| 2015 | Máris hiányzol                      | Miss You Already                | Jess                            | Kiss Eszter              | Catherine Hardwicke     |
| 2016 | Hogyan legyünk szinglik?            | How to Be Single                | nem szerepel                    |                          | Christian Ditter        |
| 2020 | A másik én                          | The Stand-In                    | Candy Black / Paula             | Kiss Eszter              | Jamie Babbit            |
| 2021 | A karácsonyi kastély                | A Castle for Christmas          | önmaga                          |                          | Mary Lambert            |
| 2022 | Sikoly                              | Scream                          | Casey Becker                    |                          | Matt Bettinelli-Olpin   |
| 2022 | Sikoly                              | Scream                          | Casey Becker                    | Tyler Gillett            |                         |
| 2023 |                                     | Jackpot (rövidfilm)             | önmaga                          |                          | Josh Ricks              |
| 2024 |                                     | Child Star (dokumentumfilm)     | önmaga                          |                          | Demi Lovato             |
| 2024 | Nicola Marsh                        | Child Star (dokumentumfilm)     | önmaga                          |                          |                         |
| 2024 | Mosolyogj 2.                        | Smile 2                         | önmaga                          | Kiss Eszter              | Parker Finn             |

### Televízió
| Év        | Magyar cím                | Eredeti cím               | Szerep                                   | Megjegyzések                               |
| --------- | ------------------------- | ------------------------- | ---------------------------------------- | ------------------------------------------ |
| 1985      |                           | ABC Weekend Specials      | Con Sawyer                               | 1 epizód                                   |
| 1985      |                           | Star Fairies              | Hilary (hangja)                          | tévéfilm                                   |
| 1986      |                           | The Ray Bradbury Theatre  | Heather Leary                            | 1 epizód                                   |
| 1986      | Látogatás Játékországban  | Babes in Toyland          | Lisa Piper                               | - tévéfilm - magyar hangja: - Vadász Bea   |
| 1987      |                           | A Conspiracy of Love      | Jody Woldarski                           | tévéfilm                                   |
| 1989      |                           | CBS Schoolbreak Special   | Susan                                    | 1 epizód                                   |
| 1992      | Gyilkosság nagyvonalakban | Sketch Artist             | Daisy                                    | - tévéfilm - magyar hangja: - Vadász Bea   |
| 1992      | Malibu Road 2000          | 2000 Malibu Road          | Lindsay Rule                             | 6 epizód                                   |
| 1993      | Amy Fisher története      | The Amy Fisher Story      | Amy Fisher                               | tévéfilm                                   |
| 1996      |                           | Bill Nye the Science Guy  | önmaga                                   | 1 epizód                                   |
| 1999      | Olive, a másik rénszarvas | Olive, the Other Reindeer | Olive (hangja)                           | tévéfilm                                   |
| 2000      | A Simpson család          | The Simpsons              | Sophie (hangja)                          | 1 epizód                                   |
| 2005–2013 | Family Guy                | Family Guy                | Lana Lockhart / Jillian Russell (hangja) | 12 epizód                                  |
| 2009      | Két nő – egy ház          | Grey Gardens              | Edith Bouvier Beale                      | - tévéfilm - magyar hangja: - Györgyi Anna |
| 2016      |                           | Odd Mom Out               | Meredith                                 | 1 epizód                                   |
| 2017      |                           | First Dates               | narrátor (hangja)                        |                                            |
| 2017–2019 | Dél-kaliforniai diéta     | Santa Clarita Diet        | Sheila Hammond                           | főszereplő és vezető producer              |
| 2018      | A telhetetlen             | Insatiable                | önmaga                                   | archív felvétel                            |
| 2019      |                           | The World's Best          | önmaga                                   | zsűritag                                   |
| 2020–     |                           | The Drew Barrymore Show   | önmaga                                   | megalkotó és műsorvezető                   |
| 2023      | És egyszer csak…          | And Just Like That...     | önmaga                                   | 1 epizód                                   |

## Díjak és jelölések

Csillaga a Walk of Fame-en

- 2010 – Golden Globe-díj – a legjobb színésznő tv-filmben – Két nő – egy ház
- 2009 – Emmy-díj jelölés – a legjobb színésznő TV-filmben – Két nő – egy ház
- 2004 – Arany Málna díj jelölés – a legrosszabb színésznő – Charlie angyalai: Teljes gázzal
- 2002 – Arany Málna díj jelölés – a legrosszabb női epizódszereplő – Eszement Freddy
- 1993 – Golden Globe-díj jelölés – a legjobb színésznő tv-filmben – Fegyvermánia
- 1985 – Golden Globe-díj jelölés – a legjobb női epizódszereplő – Kibékíthetetlen ellentétek

## Származása
| Drew Barrymore (Culver City, Kalifornia, 1975. febr. 22.) színésznő | Apja: John Drew Barrymore (Los Angeles, 1932. jún. 4. – Los Angeles, 2004. nov. 29.) színész | Apai nagyapja: John Barrymore John Sidney Blyth (Philadelphia, 1882. febr. 15. – Los Angeles, 1942. máj. 29.) színész | Apai nagyapai dédapja: Maurice Barrymore Herbert Arthur Chamberlayne Blythe (Amritszár, Pandzsáb, India, 1849. szept. 21. – Amityville, New York, 1905. márc. 26.) színész |
| Drew Barrymore (Culver City, Kalifornia, 1975. febr. 22.) színésznő | Apja: John Drew Barrymore (Los Angeles, 1932. jún. 4. – Los Angeles, 2004. nov. 29.) színész | Apai nagyapja: John Barrymore John Sidney Blyth (Philadelphia, 1882. febr. 15. – Los Angeles, 1942. máj. 29.) színész | Apai nagyapai dédanyja: Georgiana Drew (Philadelphia, 1856. júl. 11. – Santa Barbara, Kalifornia, 1893. júl. 2.) színésznő                                                 |
| Drew Barrymore (Culver City, Kalifornia, 1975. febr. 22.) színésznő | Apja: John Drew Barrymore (Los Angeles, 1932. jún. 4. – Los Angeles, 2004. nov. 29.) színész | Apai nagyanyja: Dolores Costello (Pittsburgh, 1903. szept. 17. – Fallbrook, Kalifornia, 1979. márc. 1.) színésznő     | Apai nagyanyai dédapja: Maurice Costello (Pittsburgh, 1877. febr. 22. – Hollywood, Kalifornia, 1950. okt. 28.) színész, rendező, forgatókönyvíró                           |
| Drew Barrymore (Culver City, Kalifornia, 1975. febr. 22.) színésznő | Apja: John Drew Barrymore (Los Angeles, 1932. jún. 4. – Los Angeles, 2004. nov. 29.) színész | Apai nagyanyja: Dolores Costello (Pittsburgh, 1903. szept. 17. – Fallbrook, Kalifornia, 1979. márc. 1.) színésznő     | Apai nagyanyai dédanyja: Mae Altschuck (Brooklyn, New York, 1882. – Los Angeles, Kalifornia, 1929. aug. 2.) színésznő                                                      |
| Drew Barrymore (Culver City, Kalifornia, 1975. febr. 22.) színésznő | Anyja: Makó Ildikó (Brannenburg, Németország, 1946. máj. 8.) filmszínésznő, modell           | Anyai nagyapja: Makó Antal (1921. máj. 8. – Pennsylvania, 1988. okt. 4.)                                              | Anyai nagyapai dédapja: n.a. |
| Drew Barrymore (Culver City, Kalifornia, 1975. febr. 22.) színésznő | Anyja: Makó Ildikó (Brannenburg, Németország, 1946. máj. 8.) filmszínésznő, modell           | Anyai nagyapja: Makó Antal (1921. máj. 8. – Pennsylvania, 1988. okt. 4.)                                              | Anyai nagyapai dédanyja: n.a. |
| Drew Barrymore (Culver City, Kalifornia, 1975. febr. 22.) színésznő | Anyja: Makó Ildikó (Brannenburg, Németország, 1946. máj. 8.) filmszínésznő, modell           | Anyai nagyanyja: Makó Valéria (1928. febr. 24.)                                                                       | Anyai nagyanyai dédapja: n.a. |
| Drew Barrymore (Culver City, Kalifornia, 1975. febr. 22.) színésznő | Anyja: Makó Ildikó (Brannenburg, Németország, 1946. máj. 8.) filmszínésznő, modell           | Anyai nagyanyja: Makó Valéria (1928. febr. 24.)                                                                       | Anyai nagyanyai dédanyja: n.a. |

## Fordítás
- Ez a szócikk részben vagy egészben  a   Drew Barrymore című angol Wikipédia-szócikk fordításán alapul.  Az eredeti cikk szerkesztőit annak laptörténete sorolja fel. Ez a jelzés csupán a megfogalmazás eredetét és a szerzői jogokat jelzi, nem szolgál a cikkben szereplő információk forrásmegjelöléseként.